# 法沙利亚
法沙利亚（英語：Pharsalia）是位于美国纽约州希南戈县的一个镇，地处希南戈县西部、诺威奇西北。2010年美国人口普查时，该镇有593人。最早的定居者于1797年左右到达此地。1806年建镇，1808年得名“法沙利亚”。